# روبرت ديكرسون
روبرت ديكرسون (بالإنجليزية: Robert Dickerson)‏ هو رسام أسترالي، ولد في 30 مارس 1924 في Hurstville, New South Wales ‏ في أستراليا، وتوفي في 18 أكتوبر 2015 في بلدة ناورا في أستراليا.